# With or Without You
Pour les articles homonymes, voir With or Without You (homonymie).
Singles de U2
The Unforgettable Fire
(1985) I Still Haven't Found What I'm Looking For
(1987)
Pistes de The Joshua Tree
I Still Haven't Found What I'm Looking For
(2) Bullet the Blue Sky
(4)
With or Without You est une chanson du groupe de rock irlandais U2, sortie le 21 mars 1987 sous le label Island Records. Enregistrée principalement à Danesmoate House dans le comté de Dublin en 1986, elle est produite par l'Anglais Brian Eno et le Canadien Daniel Lanois et mixée par l'Anglais Steve Lillywhite. C'est la troisième piste et surtout le premier single de leur cinquième album The Joshua Tree publié le 9 mars 1987. La chanson est devenue la première aux États-Unis et au Canada à se classer en tête du Billboard Hot 100 pendant trois semaines et du classement RPM pour une semaine.
With or Without You comporte des parties de guitare sustain jouées par The Edge avec un prototype d'Infinite Guitar, avec des paroles chantées par le leader du groupe Bono et une bassline du bassiste Adam Clayton. La chanson est à l'origine une démo enregistrée à la fin de l'année 1985 sur laquelle le groupe a continué de travailler lors des sessions d'enregistrement de The Joshua Tree. Les paroles de la chanson ont été inspirées par les sentiments conflictuels de Bono entre les vies de musicien et d'homme marié qu'il mène.

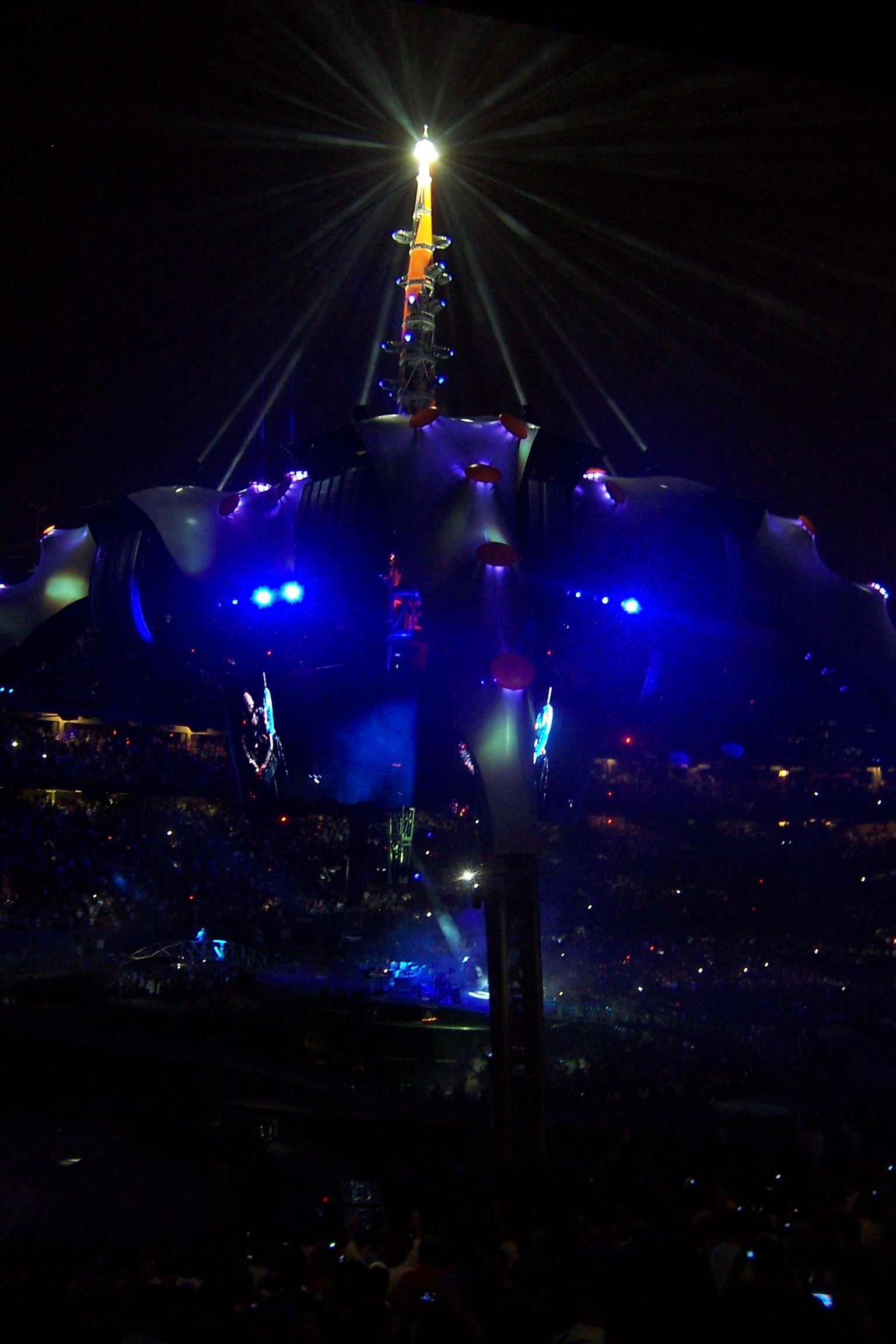
Le groupe interprétant With or Without You lors de leur tournée nord-américaine de U2 360° Tour au Giants Stadium dans l'État du New Jersey, le 23 septembre 2009.

Les critiques ont encensé la chanson à sa sortie. Elle est fréquemment jouée lors des tournées du groupe et apparaît sur un grand nombre de compilations et de vidéos de concerts. With or Without You est la seconde chanson de U2 la plus reprise par d'autres artistes. En 2010, le magazine Rolling Stone a classé la chanson 132e sur la liste des 500 plus grandes chansons de tous les temps.

## Écriture et enregistrement
À la fin de l'année 1985, U2 s'est regroupé dans une maison que Larry Mullen, Jr. avait achetée, pour faire le point sur ce que le groupe avait écrit pendant la tournée pour l'album The Unforgettable Fire. Durant cette période, un premier jet de démo de With or Without You a été écrit, pour laquelle Bono a composé la suite d'accords. Le groupe a continué à travailler sur la chanson aux studios STS, créant plusieurs versions pour la piste, mais ne progressant pas. Le guitariste The Edge a jugé la chanson « horrible » à ce moment-là. La piste consistait en un temps de boîte à rythmes Yamaha et un morceau de basse joué par Adam Clayton sur une guitare basse short scale Ibanez. Selon Clayton, ces premières versions de la chanson semblaient trop sentimentales et « très traditionnelles à cause des accords qui tournaient en boucle »,.
Les sessions d'enregistrement de The Joshua Tree commencèrent début 1986 dans leur hôtel particulier d'architecture georgienne, la Danesmoate House, à Dublin en août. Le groupe a essayé de tourner la chanson dans une direction différente, bien que Bono soit réticent, mais cela n'a pas fonctionné. Sous la direction des coproducteurs Brian Eno et Daniel Lanois, The Edge continua à jouer de la guitare ambiante, Clayton monta le volume de sa basse et Mullen expérimenta une boîte à rythmes électroniquement améliorée. Malgré le travail qu'ils continua à fournir sur la chanson, le groupe a songé à abandonner la chanson puisqu'il ne trouvait pas des arrangements qu'il aimait.
Bono et son ami Gavin Friday continuèrent à travailler sur la chanson après que Lanois et Eno eurent refusé de le faire. Bono a reconnu que Friday avait sauvé la chanson après l'avoir réarrangée, Friday croyant que ce pouvait être un tube. Eno a ensuite ajouté un arpège au clavier, similaire à celui présent sur Bad. Le destin de la chanson était toujours compromis quand The Edge reçut un prototype d'Infinite Guitar du musicien canadien Michael Brook, avec qui il avait travaillé sur la bande originale du film Captive en 1986. L'instrument permettait de jouer des notes sustain, produisant « un effet similaire à celui de l'EBow », mais avec la possibilité de fournir en plus des « intermédiaires entre pas de maintien jusqu'à une infinité de maintien » de la note que l'EBow ne peut pas fournir. Ce prototype incluait des instructions d'assemblage élaborées et comme se le rappelle The Edge « un câble mal placé et vous pouviez prendre une mauvaise décharge d'électricité. Cet outillage aurait échoué aux moindres régulations de sécurité de base,. » Dans les tournées suivantes, son électricien recevait occasionnellement des chocs électriques des instruments qu'il préparait pour les spectacles.
En écoutant l'enregistrement de la piste instrumentale de With or Without You dans la salle de contrôle, Bono et Friday ont entendu les effets de note maintenue que The Edge créait avec l'Infinite Guitar dans l'autre pièce. La combinaison de la guitare et de la piste déjà enregistrée impressionna ceux qui écoutaient. Selon Lanois, « j'ai dit : "Ça sonnait plutôt bien", donc nous avons écouté à nouveau et j'ai dit : "Jesus, c'est meilleur que ce que je pensais,. » The Edge a immédiatement enregistré un morceau sur l'Infinite Guitar en deux prises,. Le groupe considère l'enregistrement de la chanson comme étant l'une des plus grandes avancées de ses sessions d'enregistrement pour ses albums studio, puisqu'elle a été enregistrée après qu'il fut à court d'idées.
Bono a écrit les paroles pendant qu'il se battait pour concilier ses responsabilités d'homme marié et de musicien. Son envie de bouger était souvent en contradiction avec les responsabilités qui lui incombaient dans sa vie privée. En écrivant ces paroles, il a réalisé qu'aucune de ces facettes de sa vie ne le définissait vraiment, mais que c'était plutôt la tension entre les deux. Il explique que les dernières paroles parlent du « tourment » et comment réprimer ses désirs les rend plus forts.

## Composition
With or Without You est écrite avec une signature rythmique 4/4 et est jouée sur un tempo de 110 pulsations par minute. Bien que certaines parties des paroles soient répétées, la chanson ne suit pas la forme traditionnelle couplet-refrain. Lanois dit : « Elle a de la tension et est construite comme une de ces formidables chansons de Roy Orbison, où toutes les sections sont uniques et jamais répétées. J'aime ce genre de sophistication,. »
La chanson commence avec un temps minimal au tambour de Mullen pour lequel il joue huit notes, tandis qu'en arrière-plan, Eno joue un arpège dans un triolet au synthétiseur en ré majeur. La partie de notes maintenues jouée à l'Infinite Guitar commence, jouée sèche dans le canal gauche avant de se réverbérer dans la droite. À neuf secondes, la basse de Clayton commence à jouer la huitième note du temps avec la grosse caisse, et la séquence de quatre mesures de progression d'accords de la chanson commence : Ré-La-Si mineur-Sol. Cette progression d'accords n'est jamais vraiment jouée mais induite par la fondamentale jouée par Clayton et la guitare jouée par The Edge .
Les paroles de Bono démarrent à la vingt-huitième seconde dans un registre plus bas que dans la plupart de ses autres chansons. Il reste en dessous du Do central pendant deux couplets et demi, centrant sa mélodie sur la médiante fa dièse. À la fin des deux premiers couplets, sa voix baisse d'un octave. L'auteur Susan Fast a décrit le chant de Bono sur With or Without You comme la première fois où il « étend sa voix vers le bas de façon appréciable. » À 58 secondes, une partie de guitare maintenue additionnelle est ajoutée. Les tambours augmentent d'intensité à 1:45, avant que The Edge ne commence à jouer le riff de guitare formant la signature de la chanson à 1:53. Ce riff, une quinte ouvrant une sixte comporte une utilisation prédominante de delay. Quand le riff est joué, bono chante « And you give yourself away », une phrase sur laquelle les chœurs apparaissent à 2:06 et 2:32.
Un couplet commence dans lequel Bono chante le titre de la chanson dans une voix haute et passionnée alors que les tambours s'alourdissent. À 3:03, la chanson explose en émotion quand Bono chante « Oh-oh-oh-ohh », présent en double piste, et le rythme s'accélère pour jouer les sixièmes notes à la guitare, aux cymbales et aux tambourins. Après un autre couplet de Bono chantant le titre de la chanson, la musique se termine à 3:38 dans un état similaire à celui du début de la chanson. Dix secondes plus tard, Bono chante un fausset tandis qu'un synthétiseur basse double la guitare basse. Après que le chant est complet, The Edge commence une figure de guitare simple. Il explique que sa nature minimale s'oppose à la tentation de jouer un solo de guitare complexe à la fin. La deuxième fois que la figure est jouée, le riff de guitare de signature ré-apparaît et la chanson gagne en intensité. La chanson se termine en fondu.
« Les notes veulent vraiment dire quelque chose. Elles ont du pouvoir. Je pense aux notes comme étant chères. Vous ne les jetez pas autour de vous. Je trouve celles qui font le meilleur travail et je les utilise. Je suppose que je suis instinctivement un minimaliste. Je n'aime pas ne pas être efficace si je peux m'en sortir avec. Comme à la fin de With or Without You. Mon instinct était de partir avec quelque chose de très simple [...]. Je pense toujours que c'est un peu téméraire, parce que la fin de With or Without You aurait pu être tellement plus géante, plus comme une apothéose, mails il y a ce pouvoir, qui, je pense, est encore plus présent parce que c'est retenu. »
— The Edge, sur la figure de guitare concluant la chanson,.
Les paroles décrivent une relation troublée entre deux amoureux, bien qu'elles aient été interprétées dans un contexte religieux. Le Washington Post a, à la fois, interprété les paroles comme une chanson d'amour acerbe et une chanson déplorant les contradictions morales que l'on rencontre avec la foi religieuse. Toby Creswell partage ce point de vue, disant : « elle peut être lue comme une chanson sur l'amour marital ou le besoin de spiritualité. » Bono a expliqué que les paroles avaient des intentions romantiques : « Il n'y a rien de plus révolutionnaire que deux personnes s'aiment. D'une part, parce que c'est rare de nos jours, d'autre part, parce que c'est difficile à faire. » En 1987, Bono a expliqué que les paroles « And you give yourself away » décrivent à quel point il se sent exposé d'être dans U2, et que cette franchise aussi bien avec le public que la presse musicale, peut causer des problèmes au groupe. L'auteur Niall Stokes interprète ces paroles comme englobant le thème de « restitution d'ego » à son amour et à sa foi.
Selon Bono, la chanson a été très influencée par l'album de Scott Walker Climate of Hunter.

## Sortie et performance dans lescharts
L'agent artistique du groupe Paul McGuinness ne voulait pas sortir With or Without You en tant que single, pensant que la chanson était trop acoustiquement atypique. Gavin Friday, qui avait aidé le groupe à finir la piste, pensait que c'était un « no 1 sûr ». La chanson a été choisie comme premier single de l'album The Joshua Tree. Les stations de radio américaines ont été autorisées à passer la chanson à 11h30 le 4 mars 1987, avec de fortes recommandations de la part d'Island Records de ne pas la diffuser plus tôt. Le single est sorti le 21 mars 1987, deux semaines et demie après la sortie de l'album,. C'était le premier single du groupe à être si largement répandu en CD. Clayton estime que la nature de la chanson est un challenge pour la radio, disant : « On ne l'attend pas, là, [à la radio]. Dans une église peut-être,. »
With or Without You s'est directement placée en 64e position dans le classement américain Billboard Hot 100 et le 16 mai 1987, elle s'est classée en tête devenant ainsi le premier single numéro un de U2, confirmant l'intuition de Friday. La chanson a passé trois semaines en tête du classement et dix-huit semaines au total dans le Hot 100. La chanson s'est également classée première du Billboard Album Rock Tracks, du RPM Top 100 au Canada et du Irish Singles Chart en Irlande. Selon Billboard, la chanson est celle qui a permis à U2 de percer aux États-Unis. Le single a atteint la 4e place au UK Singles Chart au Royaume-Uni, passant onze semaines dans le top 75 du classement, la 2e place du Dutch Top 40 aux Pays-Bas. En 2009, la chanson est entrée à nouveau dans le UK Singles Chart à la 43e position dans la semaine se terminant le 31 mai grâce aux téléchargements à la suite de la performance de Shaun Smith lors de la demi-finale de l'émission Britain's Got Talent.
La chanson est sortie sur deux albums de compilation : The Best of 1980-1990 et U218 Singles.
Deux clips vidéo ont été tournés à Dublin en février 1987 et ont été coréalisés par Meiert Avis (en) et Matt Mahurin. Le premier contient des plans abstraits de la danseuse (et actuelle femme de The Edge) Morleigh Steinberg placés entre des enregistrements du groupe jouant la chanson. La seconde version du clip est disponible sur la version Super Deluxe de l'album.

## Réception
With or Without You a été acclamée par la critique après la sortie de The Joshua Tree. Rolling Stone l'a appelé un « refrain arrangé de façon inventive... qui part d'un début apaisant jusqu'à un point culminant retentissant. » Bill Graham de Hot Press suggère que le chant de Bono est le plus contrôlé, « partant d'un premier couplet presque parlé, passant par un rythme vide pour atteindre une confession de l'âme. » Graham ajoute que la phrase « And you give yourself away » est un message essentiel de U2. Le Sunday Independent considère la chanson comme une preuve que le groupe peut être commercialement accessible, sans pour autant recourir aux clichés du rock. NME en a dit que c'était « une sorte de chanson d'amour » et a trouvé une symétrie lyrique et musicale entre la chanson et l'album du groupe de 1981 October. Mike DeGagne de AllMusic fait un éloge de la chanson en décrivant le travail de production de Lanois et Eno comme « étincelant », l'« habileté poétique » du chant de Bono et le jeu de guitare de The Edge « astucieux mais assuré ». DeGagne décrit le chant de Bono comme une « libération de tous ses pouvoirs vocaux, passant d'une intro et un milieu subtiles et doux à une explosion d'énergie inflexible vers la fin. » Il fait des comparaisons religieuses sur l'arrangement musical, disant que l'« air judicieux ressemble presque à un chant d'église lorsqu'il se finit lentement. » Enfin, en 2021, Tom Breihan de Stereogum décrit la chanson comme une ballade puissante avec une « belle » carrure.

## Récompenses
With or Without You est devenue l'une des chansons les plus connues de U2 et elle apparaît souvent dans les classements de critiques de meilleures chansons de tous les temps. En 1987, les lecteurs de Rolling Stone ont choisie la chanson comme meilleur single lors du sondage de fin d'année en 1987. En 2000, la chanson s'est classée 8e de la liste des 100 meilleures chansons pop (100 Greatest Pop Songs), créée par Rolling Stone et des critiques musicaux de MTV pour classer les meilleures chansons depuis les Beatles. En 2005, le magazine Blender a classé la chanson à la 268e place sur la liste des 500 meilleures chansons depuis que vous êtes nés (The 500 Greatest Songs Since You Were Born). L'année suivante, les lecteurs de Q ont classé la chanson 17e meilleure chanson de l'histoire. VH1 a classé la chanson 13e des 100 meilleures chansons des années 1980 (100 Greatest Songs of the 80s). En 2010, Rolling Stone a placé la chanson en 132e position de la liste des 500 plus grandes chansons de tous les temps. La chanson est l'une des sept de U2 que Toby Creswell a choisi pour son livre 1001 Songs: The Great Songs of All Time and the Artists, Stories, and Secrets. Creswell a dit que la chanson est un équilibre parfait entre « la vigueur, la profondeur et l'attitude » des jeunes années du groupe et leur nouvelle appréciation du « pouvoir de l'euphémisme ».

## Représentations et reprises

### Performanceslive
With or Without You a pour la première fois été jouée lors du deuxième concert lors de la tournée pour l'album, Joshua Tree World Tour, le 4 avril 1987 et a, par la suite, été jouée de façon régulière lors de la tournée. Elle a été jouée dans la plupart des concerts de la tournée Lovetown Tour de 1989. Pendant ces tournées, deux extensions de la chanson, qui ne sont pas présentes sur la version studio, ont été jouées : un couplet supplémentaire avec les paroles « We'll shine like stars in the summer night/We'll shine like stars in the winter light/One heart, one hope, one love » ou des variations de celles-ci, qui apparaît dans le film Rattle and Hum ; et un morceau de la chanson Love Will Tear Us Apart de Joy Division (avec les paroles citées précédemment) qui peut être entendue sur l'album live et le film Live from Paris.
With or Without You a été jouée à la plupart des concerts du Zoo TV Tour et à tous les concerts du PopMart Tour. Elle a quitté la setlist lors de la troisième partie de l'Elevation Tour. Elle a été jouée quelquefois lors du Vertigo Tour : pendant les deux premiers mois, elle n'a été jouée que quatre fois. Elle a également été incluse régulièrement lors des concerts de la seconde étape en Europe et est restée sur la setlist pour la troisième étape. Elle a été jouée tous les soirs de la tournée U2 360° Tour, quelquefois dans les versions alternatives.
Des performances live apparaissent également dans les vidéos des concerts Zoo TV: Live from Sydney, PopMart: Live from Mexico City, Elevation 2001: Live from Boston, U2 Go Home: Live from Slane Castle, Vertigo 05: Live from Milan, U2 3D et U2 360° at the Rose Bowl.

### Reprises
| Année | Reprise par                                             | Album                                          |
| ----- | ------------------------------------------------------- | ---------------------------------------------- |
| 1991  | Jawbreaker                                              | Jawbreaker / Jawbox Split "7                   |
| 1992  | Double You                                              | We all need love                               |
| 1992  | Therapy?                                                | Have a merry fucking Xmas                      |
| 1997  | Mary Kiani                                              | Long Hard Funky Dreams                         |
| 1998  | Ikon                                                    | This Quiet Earth (Limited Edition version)     |
| 1999  | Absolute Rock (compilation)                             | A Tribute to the Greatest Hits of U2           |
| 1999  | Heaven 17                                               | We Will Follow: A Tribute to U2                |
| 2000  | Kane                                                    | With or Without You                            |
| 2000  | The Section                                             | Strung out on U2                               |
| 2001  | Hikaru Utada                                            | Utada Hikaru Unplugged                         |
| 2003  | Gregorian                                               | Masters of Chant Chapter IV                    |
| 2004  | GRITS & Jadyn Maria                                     | In the Name of Love: Artists United for Africa |
| 2005  | The Walls                                               | Even Better Than the Real Thing Vol. 3         |
| 2006  | Keane                                                   | Hopes and Fears (Special Edition)              |
| 2007  | Marcus Satellite                                        | The Marcus Satellite Tribute to U2             |
| 2007  | Rockabye Baby!                                          | Lullaby Renditions of U2                       |
| 2007  | Sitti Navarro                                           | My Bossa Nova                                  |
| 2007  | Glay                                                    | Verb                                           |
| 2008  | Jacques Stotzem                                         | Catch the Spirit                               |
| 2008  | Les Nubians                                             | In The Name Of Love: Africa Celebrates U2      |
| 2008  | No Justice                                              | Live at Billy Bob's                            |
| 2008  | Wayne Hussey                                            | Bare                                           |
| 2009  | Espen Lind, Kurt Nilsen, Alejandro Fuentes & Askil Holm | Hallelujah vol. 2                              |
| 2009  | Blake                                                   | Together                                       |
| 2009  | Rachel Adedeji                                          | The X Factor: Final 12 (saison 6)              |
| 2010  | We are the fallen                                       | Billboard.com: Mashup Mondays                  |
| 2010  | Alexandra Burke                                         | Overcome                                       |
| 2015  | SEAWAVES                                                | With or Without You (Single)                   |

### Utilisation dans les médias
With or Without You a été utilisée :

#### Au cinéma
- Dans le film Ne le dis à personne sorti en 2006.
- Dans le film Looking for Alibrandi sorti en 2000.
- Dans le film Closer sorti en 2000.
- Dans le film Blown Away sorti en 1994.
- Dans le film Cousins sorti en 1989.

#### À la télévision
- Dans le 16e épisode de la deuxième saison de la série The Office, La Saint-Valentin, en 2006.
- Dans les épisodes Celui qui vivait mal la rupture (saison 3, épisode 15) en 1997 et Celui qui a été très maladroit (saison 2, épisode 8) en 1995 de la série Friends.
- Dans le 19e épisode de la quatrième saison de 21 Jump Street, La Bizca, en 1989.
- Dans l'épisode Cry for Help de la série Casualty en 1987.
- Dans l'épisode final intitulé "Start" de la série The Americans, en 2018.
- Dans l'épisode 6 de la quatrième saison de Sex Education en 2023

## Liste des pistes
| No | Titre                            | Auteur        | Producteur                   | Durée |
| -- | -------------------------------- | ------------- | ---------------------------- | ----- |
| 1. | With or Without You              | U2            | Daniel Lanois, Brian Eno     | 4:53  |
| 2. | Luminous Times (Hold on to Love) | U2, Brian Eno | Daniel Lanois, Brian Eno, U2 | 4:33  |
| 3. | Walk to the Water                | U2            | Daniel Lanois, Brian Eno, U2 | 4:49  |

## Classement hebdomadaire
| Classement (1987)              | Meilleure position |
| ------------------------------ | ------------------ |
| Allemagne (Media Control AG)   | 7                  |
| Autriche (Ö3 Austria Top 40)   | 15                 |
| Canada (RPM 100 Singles)       | 1                  |
| Danemark (Tracklisten)         | 37                 |
| États-Unis (Hot 100)           | 1                  |
| France (SNEP)                  | 10                 |
| Irlande (IRMA)                 | 1                  |
| Nouvelle-Zélande (RMNZ)        | 5                  |
| Pays-Bas (Single Top 100)      | 2                  |
| Royaume-Uni (UK Singles Chart) | 4                  |
| Suède (Sverigetopplistan)      | 13                 |
| Suisse (Schweizer Hitparade)   | 10                 |